# Phostria flocculentalis
Phostria flocculentalis là một loài bướm đêm trong họ Crambidae.